# ФК Ларн
Ларн (на английски: Larne Football Club) е северноирландски футболен отбор от едноименния град Ларн, графство Антрим. Основан през 1889 година. Домакинските си мачове играе на стадион Инвър парк с капацитет 2 500 места.
Участник в ИФА Премиършип, висшата лига на Северна Ирландия.

## Постижения
Национални
- ИФА Премиършип
  -  Шампион (2): 2022/23, 2023/24
  -  Бронзов медалист (1): 1925/26
- В дивизия
  -  Шампион (10): 1954/55, 1956/57, 1963/64, 1964/65, 1965/66, 1966/67, 1968/69, 1969/70, 1970/71, 1971/72
- Купа на Северна Ирландия
  -  Финалист (1): 2020/21
- Купа на лигата
  -  Носител (2): 1991/92, 2003/04

Регионални
- Купа на Ълстър
  -  Носител (2): 1951/52, 1987/88[1]
- Ирландска Междинна лига
  -  Шампион (1): 1952/53
- Ирландска Междинна купа
  -  Носител (3): 1942/43, 1958/59, 1969/70
- Купа Джордж Уилсън
  -  Носител (6): 1958/59, 1959/60, 1968/69, 1970/71, 1977/78, 1978/79
- Купа Стийл енд санс
  -  Носител (11): 1909/10, 1941/42, 1942/43, 1956/57, 1958/59, 1959/60, 1964/65, 1968/69, 1969/70, 1970/71, 1971/72
- Купа Луис Муур
  -  Носител (2): 1956/57 (заедно с Бейнбридж Таун), 1958/59
- Купа МакИлрой
  -  Носител (1): 1948/49